# Communication publique
La communication publique est l’ensemble des actions de communication engagées par toute institution exerçant une mission de service public : institutions étatiques et supranationales ; administrations publiques ; collectivités territoriales ; entreprises et établissements publics.
La communication publique se veut au service de l’intérêt général. À ce titre, elle ne doit pas être confondue avec la communication électorale ou la communication politique. 
Selon Bernard Deljarrie, « la communication publique est un service public qui contribue à la participation des citoyens à la vie publique en rendant compte de l’action des institutions élues et qui participe à la conduite des politiques publiques ». 
Pierre Zémor définit la communication publique comme « l’ensemble des messages émis par les pouvoirs publics et les services publics qui ont pour objectifs d’améliorer la connaissance civique, de faciliter l’action publique et de garantir le débat politique ». 

## Objectifs et publics cibles
La communication publique vise à : 
- Informer les citoyens, les médias, les agents publics et la société civile sur les actions des institutions publiques ;
- Promouvoir les services offerts par les pouvoirs publics aux usagers ;
- Faire connaître au plus grand nombre le rôle et les missions des élus ;
- Expliquer de manière pédagogique les décisions publiques ;
- Faire connaître et accepter la décision publique ;
- Engager le dialogue avec les citoyens, usagers et la société civile ;
- Accompagner le changement de comportements dans des grands domaines d’action publique (Santé, Sécurité Routière etc.) ;
- Promouvoir le territoire et le mettre en valeur en vue d'attirer de nouveaux investisseurs et ou de nouveaux habitants.
- promouvoir la proximité entre les élus et les citoyens

Les publics visés par la communication publique sont : 
- les citoyens ;
- la société civile ;
- les agents publics ;
- les médias.

## Le métier
Le métier de communicant public regroupe environ 25 000 personnes, selon l’association professionnelle qui les regroupe, le Réseau Cap’Com.
La plus grande part exerce dans les collectivités locales (communes, communautés, départements et régions) ainsi que dans les organismes publics locaux qui leur sont rattachés, agences de développement, offices publics de logement social, offices de tourisme…). La Fonction publique territoriale compte près de 15 000 communicants publics soit moins de 1 % de ses effectifs.
Les communicants publics exercent aussi leur métier au sein des hôpitaux, des universités, des établissements publics nationaux (Pole emploi, Ademe…), des organismes paritaires (CCI, Cnaf, Assedic…), et des administrations centrales et institutions (ministères, Parlement, CESE, Cour des comptes…).
Enfin le métier de communicant public est aussi exercé au sein d’organismes privés chargés de missions de service public, comme des ONG ou des associations gestionnaires de services publics, des entreprises délégataires de services au public ou encore au sein d’agences conseils spécialisées dans l’accompagnement de communication publique.
Le domaine d’action de la communication publique est large et les attributions des services communication s’avèrent croissantes, selon les études de Cap’Com. Les services communication ont en charge les publications, les relations presse, l’évènementiel, l’identité graphique, le numérique et les réseaux sociaux. De plus en plus, ils intègrent la communication interne et les dispositifs de concertation et de participation des citoyens aux politiques publiques. Depuis peu, ils sont aussi mobilisés autour des démarches de marketing territorial en faveur de la promotion économique ou touristique.
L'éthique du métier, définie par la Charte de la profession adoptée en 2002 lors du Forum Cap’Com de Marseille, rappelle la responsabilité d’information et la mission de service public des communicants publics. L’éthique est garantie par la capacité qu’a eu la profession à se mettre depuis 1988, en réseau au sein de l’association professionnelle Cap’Com et ainsi à se doter d’outils communs de dialogue et de réflexion.

## Professionnalisation
La Communication Publique en France est une discipline en cours de professionnalisation depuis le tournant des années 1980. Auparavant, les communicants publics étaient des militants politiques ou des journalistes engagés.
Les services de Communication apparaissent dans les années 1990-2000 et ne jouissent pas encore d’une légitimité historique. Les fonctions de communicants publics sont transversales et il n’existe pour le moment pas en France de concours de la fonction publique pour les communicants. Ces concours existent cependant pour les institutions européennes. 
Des efforts ont été faits afin de clarifier et normaliser les fonctions de communicateurs publics : celles-ci sont aujourd’hui bien identifiées. 
L’apparition de formations spécifiques et spécialisées dans le domaine avec la mise en place de diplômes dédiés a également permis la reconnaissance et le développement de la discipline. 
Parce qu’elle permet de créer le dialogue avec le grand public, la communication est aujourd’hui un enjeu majeur pour les institutions publiques, comme le précise Grégoire Milot dans le magazine Stratégies : « Les acteurs publics accordent de plus en plus d’importance à leur communication (…) et les budgets ont augmenté en fonction ». 